# Протестантский мейнстрим (США)
Протестантский мейнстрим США (англ. Mainstream American Protestant), называемый также «основными протестантами» (англ. Mainline Protestant) или «основными церквями» (англ. Mainline Church) и «традиционными протестантами» (англ. Oldline Protestant) — группа протестантских церквей в США, которые противопоставляются евангельским, фундаменталистским и харизматическим группам. Основные протестанты в отличие от этих групп являются более открытыми к либеральным изменениям (рост прогрессивного христианства), происходящим в обществе, что проявляется в инклюзивном и широком понимании собственного богословия.

## Происхождение и употребление термина
Основные (mainline) церкви включают в себя так называемые «Семь сестёр американского протестантизма» — Объединённую методистскую церковь, Евангелическо-лютеранскую церковь в Америке (не путать с конфессиональным лютеранством), Пресвитерианскую церковь (США), Епископальную церковь, Американские баптистские церкви США, Объединённую церковь Христа, «Учеников Христа» (таких как квакеры, Реформатская церковь в Америке, Африканская методистская епископальная церковь (AME) и другие). Термин «основные» (англ. mainline) также применяется к канадским протестантским церквям, которые имеют общее происхождение со своими американскими коллегами.
Термин «основные протестанты» (англ. mainline Protestant) вошёл в употребление во время полемики между модернистами и фундаменталистами среди христиан США в 1920-е годы. Некоторые источники утверждают, что термин происходит от названия Филадельфийской магистрали (англ. Philadelphia Main Line), которым называют совокупность городов, расположенных вдоль старинной главной железнодорожной линии компании Pennsylvania Railroad к западу от Филадельфии. Большинство жителей этих мест принадлежали к церквям протестантского мейнстрима США. Хотя такое происхождение термина может быть народной этимологией. Сейчас большинство протестантов американского мейнстрима укоренены на Северо-Востоке и Среднем Западе США.
Чарльз Липпи (англ. Charles H. Lippy), профессор кафедры религиоведения Университета Чаттануга штата Теннесси и соредактор 4-томной «Энциклопедии религии в Америке» (англ. Encyclopedia of Religion in America) в исследовании «Вера в Америке: организованная религия сегодня» (англ. Faith in America: Organized religion today) определяет термин следующим образом:

«Термин „mainline Protestant“ („основные протестанты“) использовался вместе с „mainstream Protestant“ („мейнстрим-протестанты“) и „oldline Protestant“ („традиционные протестанты“) для категоризации деноминаций, которые связаны с Национальным советом церквей и имеют глубокие исторические корни и длительное влияние в американском обществе».

## Теология и политика

### Развитие либеральной традиции
Церкви протестантского мейнстрима США более склонны к либерализму в вопросах богословия и политики, нежели более консервативные церкви, которые не относят к протестантскому мейнстриму. В протестантском мейнстриме США вырабатывалась такая концепция библейского правосудия, которая определяет социальную несправедливость в качестве общественного греха, требующего преодоления, что обычно затрагивает политически либеральные подходы к социальным и экономическим вопросам.
Такое понимание социальной справедливости и социальных нужд в богословии американского мейнстрим-протестантизма вытекало из дискуссий по поводу рабства. Проблема рабовладения побудила ряд теологов XIX века, выступавших против рабства, таких как, например, Уильям Эллери Ченнинг, Францис Уэйленд, Хорак Башнелл, искать разрешения противоречия между верностью Библии, в текстах которой рабство разрешалось, и общественными реформами, направленными против рабства. Теологи — противники рабства доказывали, что, хотя рабство допускалось в библейские времена, оно должно рассматриваться социальным грехом.
Антирабовладельческое богословие протестантизма нуждалось в теории морального прогресса, идеи которой стали фундаментальными в развитии либерального евангелического протестантизма XIX века. Аргумент против рабства, отталкивающийся от идеи нравственного прогресса, вместе с его осуществлением в американском движении аболиционизма утвердили прогрессивную концепцию откровения, которая получила дальнейшее развитие в конце XIX века либеральными теологами, такими как, например, Лаймен Эбботт. Принятие развития моральных ценностей в обществе облегчило процесс адаптации к воздействию современности, признание библейской критики и эволюционного учения Дарвина.
Антирабовладельческая американская протестантская теология дала толчок к развитию движения «социального Евангелия», которое утверждало, что принципы христианской этики требуют решения социальных проблем, особенно в вопросах социальной справедливости. В начале XX века церкви протестантского мейнстрима США играли лидирующую роль в развитии движения Социального Евангелия и проявили активность в обсуждении таких вопросов как гражданские права и равенство женщин.

### Современные взгляды
В мейнстриме американского протестантизма сохраняется внимание к социальным проблемам. Многие мейнстрим-протестанты склоняются к богословскому и политическому либерализму.

#### Политика
Социологические исследования, проводимые среди духовенства основных протестантских церквей США в 2008 году, показали, что священнослужители этих церквей в большей мере предпочитают либеральную политику, нежели консервативную. Около половины духовенства основных протестантов (48 %) относят себя к либералам в сравнении с примерно третью (34 %) называющих себя консерваторами. Более половины (56 %) поддерживает Демократическую партию и только треть (34 %) выступает за Республиканскую партию.
Хотя согласно предвыборным исследованиям в феврале 2012 года, голоса мейнстрим-протестантов в поддержку кандидатов от Республиканской и Демократической партий распределились примерно поровну, число оказывающих поддержку кандидату от демократов среди них значительно превышает более консервативных не-мейнстрим евангельских протестантов (среди которых поддержка демократического кандидата находится в подавляющем меньшинстве).
Духовенство американского мейнстрима выражает озабоченность социальными проблемами, такими как безработица, бедность, забота о здоровье граждан и охрана окружающей среды и поддерживает политические акции, направленные на решение этих проблем. В соответствии с указанным исследованием 2008 года подавляющее большинство (80 %) публично обсуждают проблемы голода и нищеты, три четверти — проблемы семьи и брака, одна четверть (26 %) — проблемы абортов и смертной казни.
Большинство священнослужителей основных протестантских церквей США поддерживают политику защиты прав сексуальных меньшинств: около двух третей выступают за юридическое признание однополых пар (65 %), за принятие законов против преступлений на почве ненависти (67 %) и против дискриминации геев и лесбиянок (66 %), чуть более половины (55 %) поддерживают право усыновления детей однополыми парами. Большинство духовенства основных протестантов США (65 %) являются сторонниками политики отделения церкви от государства.
До 1940-х годов основные протестантские церкви США были по существу пацифистскими, но затем под влиянием таких деятелей, защищающих концепцию справедливых войн как, например, Рейнгольд Нибур, они стали поддерживать Вторую мировую войну и Холодную войну.

#### Богословие и религиозная практика
Богословие американского мейнстрим-протестантизма испытывает влияние историко-критического метода библейской критики. Традиционные церкви США в большинстве случаев учат, что Библия функционально является Словом Бога (откровением), но должна интерпретироваться через призму культуры, в которой писались её книги, и исследоваться при помощи данного Богом здравого смысла. Опрос, проведённый в 2007 году, показал, что 22 % основных протестантов США рассматривают Библию как Слово Бога, которое должно интерпретироваться буквально. 38 % считают, что Библия — это Слово Бога, но она не должна пониматься буквально. 28 % заявили, что Библия — это не Слово Бога, но имеет человеческое происхождение.
Указанные исследования Pew Research Center 2007 года были широкомасштабными и показали разницу взглядов в среднем между протестантами основных церквей и евангельских: первые в большем числе продемонстрировали либеральные взгляды и рационализм, в то время как вторые в большем числе сообщили консервативные убеждения и традиционную веру. Мейнстрим-протестанты в среднем меньше соблюдают традиционную практику религиозной жизни: менее часто посещают богослужения, молятся и читают Библию.
Мейнстрим-протестанты в большем количестве принимают церковные и общественные реформы. Считают, что религия должна сохранять традиционность 34 % мейнстрим-протестантов в сравнении с 59 % евангелистов. В то время как считают, что религия должна приспосабливаться к новым обстоятельствам 42 % мейнстрим-протестантов в сравнении с 25 % евангелистами. В вопросах, что должно считаться правильным, а что неправильным, сообщили, что исходят из религиозного учения 24 % мейнстрим-протестантов в сравнении с 52 % евангелистами, но исходят из практического опыта и здравого смысла 59 % мейнстрим-протестантов в сравнении с 39 % евангелистами.
Особенно радикально различие во взглядах на проблемы абортов и гомосексуальные отношения. 61 % евангелистов считают, что аборты должны быть запрещены во всех или в большинстве случаев, а число мейнстрим-протестантов, имеющих это убеждение, составляет 32 %. 64 % евангелистов считают, что гомосексуальный образ жизни должен отторгаться обществом, количество мейнстрим-протестантов, которые с этим согласны, составляет 34 %.

## Динамика численности
В прошлом мейнстим-протестанты составляли большинство американского протестантизма. Число членов основных протестантских церквей США достигло своего пика в 1950-е годы. Однако, начиная с 1960-х годов, их численность сокращается. С 1960 по 1988 год количество членов основных протестантских церквей США уменьшилось с 31 до 25 миллионов человек и затем упало до 21 миллионов в 2005 году.
Доля протестантов основных церквей составила 55 % от всех американских протестантов в 1973 и 46 % в 1998 году. Количество конгрегаций мейнстрим-протестантов США сократилось от более чем 80.000 церквей в 1950-е годы до около 72.000 в 2008 году.
Хотя в 1970-е годы мейнстрим-протестанты претендовали быть большинством американских протестантов и представляли более чем 30 % населения США, сейчас они находятся в меньшинстве, представляя, по оценкам The Barna Group, приблизительно 15 % взрослых американцев в 2009 году.
Возраст членов мейнстим-церквей в среднем старше, чем членов не-мейнстрим евангельских церквей, где гораздо больше молодёжи: 14 % евангельских конгрегаций составляют молодые люди от 18 до 29 лет (в сравнении с 2 % у основных протестантов), 36 % — между 30 и 49 годами, 28 % — между 50 и 64, 23 % — старше 65 лет.
Множество деноминаций американского протестантизма нежёстко группируются в соответствии с тремя довольно отдельными религиозными традициями: евангельскими протестантскими церквями, основными протестантскими церквями и историческими протестантскими церквями чернокожих. В соответствии с крупным исследованием Pew Research Center 2007 года их доля от всего населения США составляет: евангельские церкви — 26,3 %, основные церкви — 18,1 %, церкви чернокожих — 6,9 %.
Другое исследование 2007 года Pew Research Center предоставляет немного иную статистику: евангелисты — 21 %, мейнстрим-протестанты — 18 %, члены церквей чернокожих — 8 %, однако это исследование предлагает ещё и четвёртую группу протестантских меньшинств, куда относит 6 %. Данное исследование совместно с исследованиями следующих пяти лет представляет картину снижения числа членов церквей, которая отлична от широко распространённого представления, основанного на других источниках, о том, что численность мейнстим-протестантов существенно снижается, в то время как численность евангельских протестантов возрастает (число чернокожих и других меньшинств протестантов практически неизменно).
| Традиция                 | 2007 | 2008 | 2009 | 2010 | 2011 | 2012 | Изменение |
| ------------------------ | ---- | ---- | ---- | ---- | ---- | ---- | --------- |
| Мейнстрим-протестанты    | 18 % | 18 % | 17 % | 17 % | 17 % | 15 % | — 3 %     |
| Евангельские протестанты | 21 % | 19 % | 20 % | 19 % | 18 % | 19 % | — 2 %     |

По поводу возможных причин уменьшения численности членов церквей протестантского мейнстрима США высказывались разные и порой противоположные концепции. Первый шаг к выяснению этих причин заключался в обнаружении в конце 1970-х годов, что основной источник снижения численности связан с тенденцией многих молодых людей прекращать посещение церквей с начала 1960-х годов. Одни авторы связывали это с общественным сдвигом, особенно среди молодёжи, в сторону большей автономии личности и свободы от институциональных ограничений 1960-х годов. Другие предполагали, что после Второй мировой войны у молодых людей больше возможностей получить образование, и что академическая среда больше подвержена агностицизму.
Ряд концепций искали факторы влияния внутри самих церквей мейнстрим-протестантов. Одна из концепций предполагала, что молодые люди с 1960-х годов покидают церкви в знак протеста против равнодушия к нуждам дискриминируемых групп. Другая точка зрения, популярная среди консерваторов и сейчас, утверждает, что люди покидают основные церкви американского протестантизма из-за несогласия с их либеральной направленностью в поисках более строгой религиозной среды.
Консенсуса по вопросу, какой из факторов лучше всего объясняет причины снижения числа членов церквей протестантского мейнстрима США, не возникло. Некоторые исследования вызвали сомнения в отношении предполагаемых факторов. Существуют подтверждения, что многие люди, покидающие церкви, верят в существование Бога, уважают Иисуса Христа и основные моральные принципы, не имеют агрессии в отношении церкви, однако церковь не кажется важной для них.
В отличие от более консервативных протестантов, протестанты основных американских церквей не так активны в привлечении людей в церкви. Только треть взрослых членов основных протестантских церквей (31 %) считают, что они ответственны говорить о своей вере с людьми, которые имеют другие убеждения.
Демографы получили статистическую базу долговременного снижения членов мейнстим-церквей в сравнении со статистикой консервативных. Несмотря на наличие спекуляций об обратном, переход некоторых верующих из мейнстим-церквей в консервативные не играет влияющую роль в учёте тенденции, поскольку эта константа неизменна на протяжении десятилетий.
Свидетельства проекта Широкого общественного опроса (General Social Survey) показывают, что высокий уровень рождаемости и раннее деторождение среди женщин консервативных деноминаций между 1903 и 1973 годами объясняет 76 % наблюдаемой тенденции увеличения консервативных деноминаций к 1998 году. Исследователи сделали вывод, что рост консервативных церквей в сравнении с либеральными в указанный период был обоснован тем, что увеличение доли детей культивировалось в консервативной традиции. В то же время тенденция оставлять организованную религию начиная с 1960-х годов в большей мере присуща молодым людям мейнстрим-церквей. Статистические исследования не дают поддержки представлению о том, что богословский или социальный консерватизм или либерализм имеют значительное воздействие на долгосрочные тенденции изменения количества членов церквей.

## Перечень церквей и численность членов
Наиболее крупные церкви мейнстрима США иногда упоминают как «Семь сестёр американского протестантизма» (Seven Sisters of American Protestantism). Это название использовал Уильям Хатчисон (William Hutchison), и предположительно он ввёл это название в употребление. Эти семь церквей составляют:
- Объединённая методистская церковь (методизм; самая крупная мейнстрим-церковь США: 5 424 175 членов по данным на май 2024 год)[29]. Посвящают женщин в священнослужители[30] и ЛГБТ-людей[31], венчают однополые пары только с 2024 года[31];
- Евангелическая лютеранская церковь в Америке (лютеранство; вторая по численности мейнстрим-церковь США: 2 793 899 членов на декабрь 2023 года)[3]. Посвящают женщин в священнослужители[32] и ЛГБТ-людей[33], венчают однополые пари[34];
- Епископальная церковь (англиканство; третья по численности мейнстрим-церковь США: 1 394 769 членов на декабрь 2023 года)[6]. Посвящают женщин в священнослужители[35] и ЛГБТ-людей[36][37], венчают однополые пари[38];
- Американские баптистские церкви США[англ.] (баптизм: четвёртая по численности мейнстрим-церковь США: 1 107 206 членов на декабрь 2023 года[8]). Посвящают женщин в священнослужители[39]. Касательно ординации ЛГБТ-людей и венчания однополых пар, то в ABCUSA нет решений по легализации этих вопросов[40][41], но есть свобода для каждой парафии выбирать ответы на эти вопросы и часть поместных церквей посвящают ЛГБТ-людей в священники и благословляют однополые браки[42][42][43];
- Пресвитерианская церковь (США) (пресвитерианство; пятая по численности мейнстрим-церковь США: 1 093 733 членов на декабрь 2023 года)[14]. Посвящают женщин в священнослужители[44] и ЛГБТ-людей[45], венчают однополые пари[45];
- Объединённая Церковь Христа (конгрегационализм; шестая по численности мейнстрим-церковь США: 712 296 членов на декабрь 2022 года[46]). Посвящают женщин в священнослужители[47] и ЛГБТ-людей[48], венчают однополые пари[49];
- Христианская церковь (Ученики Христа) (реставрационизм; седьмая по численности мейнстрим-церковь США: 277 864 членов на декабрь 2022 года)[50]. Посвящают женщин в священнослужители[51] и ЛГБТ-людей[52], венчают однополые пари[53].

Американская Ассоциация архивов информации о религии (Association of Religion Data Archives), кроме указанных выше семи крупных церковных объединений, рассматривает в качестве основных протестантских церквей США также менее крупные::
- Кооперативное баптистское братство (баптизм; 750 000  членов на 2023 год)[55];
- Реформатская церковь в Америке[англ.] (реформатство; 82 865 членов на декабрь 2024 год)[15];
- Религиозное Общество Друзей (Квакеры) (квакерство; 75 000 членов на январь 2024 года[16]);
- Международный совет сообщества церквей[англ.] (73 174 членов на 2006 год)[56];
- Национальная ассоциация Конгрегационалистских христианских церквей[англ.] (65 392 членов на 2002 год)[57];
- Метропольная общинная церковь (15 666 членов на 2006 год)[58];
- Моравская церковь в Америке (Северная провинция — 20 983[59], Южная провинция — 21 513[60] на 2008 год, Аляска — 62 257 членов на 1965 год[61]);
- Латвийская евангелическо-лютеранская церковь в Америке[англ.] (10 950 членов на 2007 год)[62];
- Эстонская евангелическо-лютеранская церковь [в Америке] (3 508 членов на 2001 год)[63].

Всего около 14,0 млн верующих.